# جنیفر جیسن لی
جنیفر جِیسن لی (به انگلیسی: Jennifer Jason Leigh) (زاده ۵ فوریهٔ ۱۹۶۲) بازیگر اهل ایالات متحده آمریکا است.

## گزیده نقش‌آفرینی‌ها

### سینما
- پولمن (۲۰۲۳)
- زنی پشت پنجره (۲۰۲۱)
- متصرف (۲۰۲۰)
- ریک پسر سفیدپوست (۲۰۱۸)
- نابودی (۲۰۱۸)
- آمیتی‌ویل: بیداری (۲۰۱۷)
- اوقات خوش (۲۰۱۷)
- ال.بی.جی (۲۰۱۶)
- مورگان (۲۰۱۶)
- هشت نفرت‌انگیز (۲۰۱۵)
- انومالیسا (۲۰۱۵)
- عشق و نفرت (۲۰۱۳)
- لحظه (۲۰۱۳)
- عزیزانت را بکش (۲۰۱۳)
- اکنون شگفت‌انگیز (۲۰۱۳)
- گرین‌برگ (۲۰۱۰)
- نیویورک، جز به کل (۲۰۰۸)
- مارگو در مراسم عروسی (۲۰۰۷)
- جلیقه (۲۰۰۵)
- واروخوانه (۲۰۰۴)
- ماشین‌چی (۲۰۰۴)
- در برش (۲۰۰۳)
- راهی به تباهی (۲۰۰۲)
- سرگئی بودروف (۲۰۰۱)
- مهمانی سالگرد ازدواج (۲۰۰۱)
- قطعات رد شده (۲۰۰۰)
- شاه زنده است (۲۰۰۰)
- اگزیستنز (۱۹۹۹)
- هزار هکتار (۱۹۹۷)
- میدان واشنگتن (۱۹۹۷)
- حرامزاده‌ای از کارولینا (۱۹۹۶)
- کانزاس سیتی (۱۹۹۶)
- جورجیا (۱۹۹۵)
- دولورس کلیبورن (۱۹۹۵)
- خانم پارکر و محفل شرور (۱۹۹۴)
- وکیل هادساکر (۱۹۹۴)
- برش‌های کوتاه (۱۹۹۳)
- زن سفید مجرد (۱۹۹۲)
- راش (۱۹۹۱)
- بازافروختگی (۱۹۹۱)
- قلب‌های ناراست (۱۹۹۱)
- میامی بلوز (۱۹۹۰)
- تصویر بزرگ (۱۹۸۹)
- آخرین خروجی به بروکلین (۱۹۸۹)
- تصویر بزرگ (۱۹۸۹)
- بین‌راهی (۱۹۸۶)
- گوشت و خون (۱۹۸۵)
- گرندویو، ایالات متحده (۱۹۸۴)
- اوقات خوش در ریجمونت های (۱۹۸۲)
- اشتباه درست است (۱۹۸۲)

### تلویزیون
- فارگو (فصل ۵) (۲۰۲۴-۲۰۲۳)
- شکارچیان (۲۰۲۳)
- پاتریک ملروز (۲۰۱۸)
- غیرمعمولی (۲۰۲۱-۲۰۱۷)
- توئین پیکس (فصل ۳) (۲۰۱۷)
- انتقام (۲۰۱۲)
- علف (۲۰۱۲-۲۰۰۹)
- فریژر (۲۰۰۱)
- سوپرمن: مجموعه پویانمایی (۱۹۹۹)
- پادشاه تپه (۱۹۹۸)
- خانواده والتون (۱۹۸۱)
- بارتا (۱۹۷۷)

## افتخارات و جوایز
نامزد جایزه گلدن گلوب (۲ مرتبه)، اسکار بهترین بازیگر نقش مکمل زن، بفتای بهترین بازیگر نقش مکمل زن، ایندیپندنت اسپیریت، جامعه منتقدان فیلم دیترویت، انجمن منتقدان فیلم شیکاگو، انجمن منتقدان فیلم دالاس‌فورت وورث، جامعه منتقدان فیلم دیترویت، جامعه منتقدان فیلم هیوستون، انجمن منتقدان فیلم جورجیا، انجمن منتقدان فیلم سنت لوئیس، حلقه منتقدان فیلم فلوریدا، حلقه منتقدان فیلم ونکوور، انجمن منتقدان فیلم منطقه واشینگتن، دی.سی. و برندهٔ جایزه هیئت ملی بازبینی و جایزهٔ انجمن منتقدان فیلم سن دیگو است.